# ギャング・パーク
ギャングパークは、かつて日本短波放送（NSB、現・ラジオNIKKEI）で放送されていた、大橋照子の番組。

のちにヤロウどもメロウどもOh!として再編された。

放送時間は17:00-17:30で、常に公開生放送であった。

スタジオ内にリスナーを入れて放送する形式で、音楽を掛ける際は「このレコードは誰が持ってきてくれたの？」と大橋氏が問いかけ、該当リスナーが返事をすると言う変わった放送形態だった。

当時NSBにレコードを供給するレコード会社が無かった（少なかった?）と言われていた。